# 1912년 하계 올림픽 사격
1912년 하계 올림픽 사격은 스웨덴 스톡홀름에서 개최된 1912년 하계 올림픽의 경기 종목이다. 1912년 7월 4일부터 7월 29일까지 총 18개 세부종목으로 나뉘어 치러졌으며, 16개국 283명의 선수가 참가하였다.

## 참가국
16개국 284명의 선수가 이번 대회에 참가하였다.
- 오스트리아 (7)
- 캐나다 (3)
- 칠레 (2)
- 덴마크 (14)
- 핀란드 (19)
- 프랑스 (19)
- 독일 (11)
- 영국 (38)
- 그리스 (9)
- 헝가리 (10)
- 네덜란드 (1)
- 노르웨이 (28)
- 러시아 제국 (26)
- 남아프리카 공화국 (8)
- 스웨덴 (63)
- 미국 (26)

## 경기 결과
| 종목                               | 금 | 은 | 동 |
| ---------------------------------- | --- | --- | --- |
| 30m 속사권총 자세히                | 알프레드 레인 (USA) | 파울 팔렌 (SWE) | 요한 휘브네르 본 홀스트 (SWE) |
| 30m rapid fire pistol, team 자세히 | 스웨덴 (SWE) · 에리크 칼베리 · 빌헬름 칼베리 · 요한 휘브네르 본 홀스트 · 파울 팔렌                                            | 러시아 제국 (RU1) · 아모스 카시 · 니콜라이 멜니츠키 · 그리고리 판텔레이모노프 · 파벨 보일로슈니코프                    | 영국 (GBR) · 휴 듀런트 · 앨버트 켐스터 · 허레이쇼 풀터 · 찰스 스튜어트                                                                          |
| 50m 개인 자유 권총 자세히          | 알프레드 레인 (USA) | 피터 돌펜 (USA) | 찰스 스튜어트 (GBR) |
| 50m 단체 자유 권총 자세히          | 미국 (USA) · 존 디어츠 · 피터 돌펜 · 알프레드 레인 · 해리 시어스                                                              | 스웨덴 (SWE) · 에리크 보스트룀 · 에리크 칼베리 · 빌헬름 칼베리 · 예오리 데 라발                                        | 영국 (GBR) · 휴 듀런트 · 앨버트 켐스터 · 허레이쇼 풀터 · 찰스 스튜어트                                                                          |
| 50m 소총 복사 자세히               | 프레데릭 허드 (USA) | 윌리엄 민 (GBR) | 헨리 버트 (GBR) |
| 300m 단체 자유 소총 자세히         | 스웨덴 (SWE) · 칼 비에르크만 · 에리크 블롬크비스트 · 마우릿스 에릭손 · 후고 요한손 · 구스타프 아돌프 욘손 · 베른하르드 라르손 | 노르웨이 (NOR) · 알베르 헬게루드 · 에이나르 리베르 · 외스텐 외스텐센 · 올라프 새테르 · 올레 새테르 · 구드브란 스카테보 | 덴마크 (DEN) · 닐스 안데르센 · 얀스 할스룬드 · 라우리츠 라르센 · 닐스 라르센 · 라르스 요르겐 마드센 · 올레 올센                                 |
| 300m 자유 소총 3자세 자세히        | 폴 콜라스 (FRA) | 라르스 요르겐 마드센 (DEN)                                                                                             | 닐스 라르센 (DEN) |
| 600m 자유 소총 자세히              | 폴 콜라스 (FRA) | 칼 오스번 (USA) | 존 잭슨 (USA) |
| 300m 군사 소총 3자세 자세히        | 샨도르 프로코프 (HUN) | 칼 오스번 (USA) | 엥게브레 스코겐 (NOR) |
| 단체 군사 소총 자세히              | 미국 (USA) · 해리 애덤스 · 앨런 브리그스 · 코넬리어스 버데트 · 존 잭슨 · 칼 오스번 · 워렌 스프라우트                          | 영국 (GBR) · 헨리 버 · 아서 풀턴 · 하코트 오먼드슨 · 에드워드 파넬 · 제임스 레이드 · 에드워드 스킬턴                   | 스웨덴 (SWE) · 칼 비에르크만 · 퇸네스 비에르크만 · 마우릿스 에릭손 · 베르네르 예른스트룀 · 올레 올센 · 베른하르드 라르손                        |
| 25m 소구경 소총 자세히             | 빌헬름 칼베리 · 스웨덴 | 요한 휘브네르 본 홀스트 · 스웨덴                                                                                       | 이데온 에릭손 · 스웨덴 |
| 25m 단체 소구경 소총 자세히        | 스웨덴 (SWE) · 구스타프 보이비에 · 에리크 칼베리 · 빌헬름 칼베리 · 요한 휘브네르 본 홀스트                                    | 영국 (GBR) · 윌리엄 민 · 조셉 페페 · 윌리엄 핌 · 윌리엄 스타일스                                                       | 미국 (USA) · 프레데릭 허드 · 윌리엄 레슈너 · 윌리엄 맥도넬 · 워렌 스프라우트                                                                    |
| 50m 단체 소구경 소총 자세히        | 영국 (GBR) · 에드워드 레시모어 · 로버트 머리 · 조셉 페페 · 윌리엄 핌                                                          | 스웨덴 (SWE) · 에리크 칼베리 · 빌헬름 칼베리 · 아르투르 노르덴스반 · 루벤 외르테그렌                                   | 미국 (USA) · 프레데릭 허드 · 윌리엄 레슈너 · 칼 오스번 · 워렌 스프라우트                                                                        |
| 100m 러닝디어 싱글샷 자세히        | 알프레드 스반 · 스웨덴 | 오케 룬데베리 · 스웨덴                                                                                                 | 네스토리 토이보넨 · 핀란드 |
| 100m 러닝디어 더블샷 자세히        | 오케 룬데베리 · 스웨덴 | 에드바르드 베네딕스 · 스웨덴                                                                                           | 오스카르 스반 · 스웨덴 |
| 100m 단체 러닝디어 싱글샷 자세히   | 스웨덴 (SWE) · 페롤로프 아르비손 · 오케 룬데베리 · 알프레드 스반 · 오스카르 스반                                              | 미국 (USA) · 윌리엄 레슈너 · 윌리엄 리비 · 윌리엄 맥도넬 · 월터 위넌스                                                 | 핀란드 (FIN) · 악셀 프레드리크 론덴 · 에른스트 로센크비스트 · 네스토리 토이보넨 · 이바르 배내넨                                                 |
| 트랩 자세히                        | 제임스 그레이엄 · 미국 | 알프레트 괼델 · 독일                                                                                                   | 해리 블라우 · 러시아 제국 |
| 단체 트랩 자세히                   | 미국 (USA) · 찰스 빌링스 · 에드워드 글리슨 · 제임스 그레이엄 · 프랭크 홀 · 존 H. 헨드릭슨 · 랄프 스포츠                       | 영국 (GBR) · 존 버트 · 윌리엄 그로스베너 · 해롤드 험비 · 알렉산더 몬더 · 찰스 파머 · 조지 휘태커                       | 독일 (GER) · 알프레트 괼델 · 호르스트 괼델 · 에를란트 코흐 · 알베르트 프로이스 · 에리히 그라프 폰 베른슈토르프 · 프란츠 폰 체틀리츠 운트 라이페 |

## 메달 집계
| 순위 | 국가           | 금메달 | 은메달 | 동메달 | 합계 |
| ---- | -------------- | ------ | ------ | ------ | ---- |
| 1    | 스웨덴 (SWE)   | 7      | 6      | 4      | 17   |
| 2    | 미국 (USA)     | 7      | 4      | 3      | 14   |
| 3    | 프랑스 (FRA)   | 2      | 0      | 0      | 2    |
| 4    | 영국 (GBR)     | 1      | 4      | 4      | 9    |
| 5    | 헝가리 (HUN)   | 1      | 0      | 0      | 1    |
| 6    | 덴마크 (DEN)   | 0      | 1      | 2      | 3    |
| 7    | 독일 (GER)     | 0      | 1      | 1      | 2    |
| 7    | 노르웨이 (NOR) | 0      | 1      | 1      | 2    |
| 7    | 러시아 (RUS)   | 0      | 1      | 1      | 2    |
| 10   | 핀란드 (FIN)   | 0      | 0      | 2      | 2    |
| 합계 |                |        |        |        |      |

## 참고 문헌
- 국제 올림픽 위원회 - 1912년 하계 올림픽 사격 경기 결과 (영어)
- (영어) “Shooting at the 1912 Stockholm Summer Games”. sports-reference.com. 2010년 1월 12일에 원본 문서에서 보존된 문서. 2014년 3월 6일에 확인함.

| 올림픽 사격 |                                       |                 |
| 이전 대회   | 1912년 하계 올림픽 사격 스톡홀름 1912 | 다음 대회       |
| 런던 1908   | 1912년 하계 올림픽 사격 스톡홀름 1912 | 안트베르펜 1920 |